# John Rutherford
John Rutherford (Inglaterra, Reino Unido, 1941) es un hispanista británico, profesor emérito del Queen's College de la Universidad de Oxford, difusor de las lenguas y las literaturas española y gallega en la anglosfera.  También es traductor literario del español y el gallego al inglés, traductólogo y escritor. Ha recibido numerosos premios como la Medalla de Oro al Mérito en las Bellas Artes, la Medalla Castelao o el Premio Trasalba.

## Biografía

### Infancia y juventud
John David Rutherford nació el 8 de agosto de 1941 en Saint Albans (Hertfordshire), una localidad que ahora forma parte del área metropolitana de Londres. Es hijo de George y Dorothy Rutherford y a él le sucederían dos hermanos, Jill y Alan. En 1952 obtuvo una beca para estudiar en Haberdashers’ Aske’s Hampstead School, un colegio solo para niños en Westbere Road, dentro del área londinense de Hampstead.
Su primer viaje a España lo realizó en el verano de 1959 con el fin de mejorar su nivel de español y poder acceder a estudiar este idioma en la universidad. Más concretamente, pasó un mes en Ribadeo, una localidad situada en el extremo nordeste de Lugo, en la costa cantábrica, con razón de un intercambio con un chico del pueblo llamado Tito García Méndez, quien se convertiría en su cuñado años más tarde. Esta experiencia marcó al joven John en su vida personal y profesional, pues quedó unido a este pueblo por lazos afectivos y familiares e hizo que Ribadeo llegase a convertirse en un centro de difusión internacional del galleguismo mediante las jornadas «Mar por medio».

### Estudios universitarios y comienzos como profesor de universidad
Rutherford accedió en octubre de 1960 al Wadham College de la Universidad de Oxford para estudiar español y francés. En 1963 se licenció con matrícula de honor y en octubre de ese mismo año se instaló en Oxford, en cuya universidad comenzó a dar clases. El año siguiente se casó con Manuela «Tita» García Méndez, con quien tendría cuatro hijas: Rosa, Maruxa, Laura y Xoana.
En 1968, obtuvo el puesto de Tutorial Fellow y se convirtió en Faculty Lecturer in Spanish, es decir, profesor permanente de Lengua y Literatura española e iberoamericana, en el Queen’s College de la Universidad de Oxford. No obstante, en sus más de cuarenta años como fellow de esta institución desempeñó tareas más allá de la docencia y la investigación, como las de Deán de Títulos, encargándose de la entrega de los diplomas en las ceremonias. Asimismo, ocupó durante cinco años el puesto de Tutor de Admisiones, responsable de supervisar el sistema por el que los tutores seleccionan a sus alumnos y aconsejar a profesores y alumnos durante el proceso de admisión, en el cual animaba a los estudiantes de las escuelas menos favorecidas. También desempeñó las tareas de aedile (el fellow que se ocupa de los edificios de la facultad), a las que se aplicó con interés, y las de senescal, que consisten en crear los menús del trimestre con el cocinero. Cuando Rutherford ocupó este puesto introdujo en el menú platos españoles como las gambas a la plancha, que fueron todo un éxito. Igualmente, tuvo que hacerse cargo de ciertas tareas administrativas y desempeñó diversos cargos dentro de su departamento y de la facultad.
En 1969, John Rutherford se doctoró en el Saint Antony’s College de la Universidad de Oxford con la tesis Literature and society: the novels of the Mexican Revolution, 1910-1917, que se publicó en inglés con el título de Mexican Society during the Revolution, a Literary Approach (1971) en Clarendon Press, de la Universidad de Oxford, y en español como La sociedad mexicana durante la revolución (1978) en Ediciones «El Caballito» de México. Rutherford estuvo supervisado por Peter Russell y Raymond Carr, «dos de los historiadores del mundo hispánico más distinguidos» de Gran Bretaña del momento. Durante la investigación, John y su mujer Tita vivieron en México, donde se convirtieron en «grandes amantes» de la música del país y Rutherford descubrió su interés por la literatura hispanoamericana y los dialectos que escuchó allí.

### Primera traducción y primeros pasos en el galleguismo
En la década de los 80 dio comienzo su verdadera trayectoria como traductor y galleguista de reconocimiento internacional. En primer lugar, el 26 de enero de 1984 se publicó su traducción de La Regenta de Clarín bajo el mismo título que el original en la colección Penguin Classics de Penguin Books. Esta traducción también fue y sigue siendo la primera y la única traducción de La Regenta al inglés. También le valió uno de sus primeros reconocimientos reseñables, la Medalla de Oro al Mérito en las Bellas Artes, un premio que el Ministerio de Cultura entrega desde 1971 y que el rey Juan Carlos I entregó a John Rutherford el 20 de junio de 1984.
En 1985 tuvo lugar la fundación de la Asociación Internacional de Estudios Gallegos (AIEG), promovida por Xoán González-Millán, profesor de Lenguas Románicas en el Hunter College (Nueva York) y de Literatura Hispánica y Luso-brasileña en el Graduate Center de la Universidad de la Ciudad de Nueva York, y de la que Rutherford formó parte desde el primer momento.
La AIEG nació en la costa este de Estados Unidos con un enfoque claramente académico. La Asociación se impulsó y se desenvolvió en los terrenos académicos y universitarios estadounidenses, cuyos estudiosos se ocupaban en las áreas de la literatura, la historia y la lengua gallegas. Sin embargo, a partir de 1991, se intensificó su interés por los estudios sobre la lengua gallega debido a la creación y la expansión de los Centros de Estudios Gallegos y sus correspondientes lectorados en universidades de otros países con el patrocinio y la financiación de la Junta de Galicia. Dicha expansión coincidió con la primera celebración de uno de los congresos trianuales de la AIEG, el de 1994, en una universidad fuera de los Estados Unidos: la Universidad de Oxford, lo que dio comienzo a la internacionalización de la Asociación. A partir de entonces los congresos alternan sedes sudamericanas y europeas hasta que, en 2009, tuvo lugar la primera edición celebrada en Galicia (en La Coruña, Santiago de Compostela y Vigo), la IX. La última edición celebrada fue la decimosegunda, la de 2018, celebrada en la Universidad Complutense de Madrid bajo la presidencia de Carmen Mejía. La presidente actual es Maria Boguszewicz de la Universidad de Varsovia, donde se celebrará el decimotercer congreso de la AIEG los días 21, 22 y 23 de septiembre de 2022. Según la AIEG, en esta última década ha aumentado el interés por otras áreas del saber con poca visibilidad hasta el momento, como serían los estudios de traducción, la economía o el derecho, y añade que en el futuro la Asociación potenciará la presencia de los estudios de otras áreas y procurará llevar a cabo más actividades entre congresos.
La presidencia de la Asociación dura tres años y el cambio de titular coincide con la celebración de un congreso. De hecho, John Rutherford fue presidente de la Asociación en el periodo 1991-1994[1], el inmediatamente anterior al congreso de la Universidad de Oxford, celebrado los días 26, 27 y 28 de septiembre de 1994. El sistema consiste en otorgarle la presidencia a un académico de la sede del siguiente congreso que será el responsable de organizarlo, como ocurrió en el caso de Rutherford. Hay algunas repeticiones en la lista de algunos académicos que ocuparon la presidencia en más de una ocasión, pero en organismos distintos.
[1] Las fuentes se contradicen al respecto de los puestos ocupados por John Rutherford en la AIEG. Si bien la página de la Asociación dice que Rutherford fue presidente de 1991 a 1994, en John Rutherford. Mar por medio (Galaxia, 2007) se apunta que Rutherford fue vicepresidente de la AIEG entre 1991 y 1994 y presidente entre 1994 y 1997.

### El Centro de Estudios Gallegos
En 1991, John Ruherford participó en la creación del Centro de Estudios Gallegos de la Universidad de Oxford (Centre for Galician Studies at the University of Oxford) actuando como representante en el convenio que asignó la Dirección General de Política Lingüística de la Junta de Galicia por el que se creaba el primer centro de este carácter en una universidad extranjera. El primer lector del Centro fue Benigno Fernández Salgado, autor, traductor y profesor de la Facultad de Ciencias Sociales y de la Comunicación de la Universidad de Vigo que se doctoró en la Universidad de Oxford en 1996. La Lector in Galician actual es Alba Cid desde octubre de 2018.
Por este centro, rebautizado el 4 de junio de 2013 como John Rutherford Centre for Galician Studies, pasaron galleguistas destacados como Craig Patterson, profesor de filología gallega e hispánica en la Universidad de Cardiff y anteriormente director del Centro Escocés de Estudios Gallegos de la Universidad de Stirling, además de presidente de la Asociación Internacional de Estudios Gallegos de 2009 a 2012; Kirsty Hooper, investigadora y profesora de Estudios Hispánicos de la Universidad de Warwick desde 2012, tras ser profesora de español y gallego en la Universidad de Liverpool durante ocho años; y Derek Flitter, profesor de Estudios Hispánicos en la Universidad de Éxeter.
En el Centro, además de impartirse clases de lengua, literatura y cultura gallegas, se formaba a profesores e investigadores, tarea a la que Rutherford, contribuyó dirigiendo tesis doctorales de estudiantes ahora profesores de universidades británicas, norteamericanas y gallegas. A esto se sumó, en abril de 1992, un obradoiro o taller de traducción del gallego al inglés creado por John Rutherford y el lector de Gallego Benigno Fernández Salgado dentro del mismo Centro de Estudios Gallegos como un curso titulado «Galician English Translation Workshop». En el obradoiro se tradujeron multitud de autores gallegos como Cid Cabido, Xurxo Borrazás, Miguel-Anxo Murado, Gonzalo Navaza, Xavier Queipo, Xelis de Toro, Manuel Rivas, Suso de Toro, Luísa Castro, Alfonso Castelao, Xosé Luís Méndez Ferrín, Carlos Casares, María Mariño y Álvaro Cunqueiro. De hecho, varios autores como Xavier Queipo, Gonzalo Navaza y Xelís de Toro visitaron el obradoiro, así como gallegos que pasaban por Oxford y estudiantes graduados o profesores que se encontraban en la universidad investigando.
El obradoiro consistía en encuentros de dos o tres estudiantes de Estudios Gallegos y los lectores de esta materia los lunes por la tarde en el despacho de Rutherford, donde pasaban una o dos horas traduciendo. La dinámica de trabajo consistía en que cada uno traducía fragmentos que luego se ponían en común con el grupo, por lo que el resultado era conjunto. Algunos autores destacan el buen ambiente intelectual y humano que reinaba en el obradoiro gracias a la actitud pedagógica que adoptaba Rutherford, que era  dialogante y respetuoso con las opiniones y las contribuciones de todos. Rutherford participó en el obradoiro durante dieciséis años.

### Las jornadas «Mar por medio»
La siguiente iniciativa por la proyección internacional de Galicia entre cuyos impulsores se encontró John Rutherford fue la organización de las jornadas anuales «Mar por medio» en Ribadeo, celebradas en verano desde 1992 hasta 2004[2]. Estas jornadas, promovidas por Rutherford y el alcalde Eduardo Gutiérrez, convocaban a galleguistas españoles, británicos y de otros países para, durante tres días, tratar en múltiples conferencias temas relacionados con la cultura y la literatura gallegas, no solo desde la perspectiva peninsular, sino la de académicos extranjeros. A ellas asistían, además de académicos, alumnos, ribadenses, turistas e incluso el expresidente del Gobierno Leopoldo Calvo-Sotelo, en las jornadas de 2000. 
El nombre «mar por medio» hace referencia a los documentos registrales de las fincas costeras de la comarca, donde era frecuente la fórmula «limita al norte con Inglaterra mar por medio». Precisamente, el lema original de estas jornadas («Xornadas de cultura galega. Unha visión desde a Universidade Británica») denota que el propósito de estas era el de examinar la visión que se tenía de Galicia en las universidades británicas. Fue a partir de 1997 cuando se le dio un giro a las jornadas al incorporar un mayor número de conferenciantes y, al menos, un escritor gallego. El programa cultural del buque insignia de la programación cultural ribadense contemplaba que cada jornada finalizase con un concierto de la Coral Polifónica de Ribadeo o de la Banda Municipal, además de la salida nocturna de la rondalla Amigos de la Música dirigida por Rutherford.
[2] Hay dos artículos de La Voz de Galicia en los que se habla de las ediciones de 2006 y de 2008 respectivamente, aunque no hay más fuentes al respecto.

### Sucesión de premios y traducción deDon Quijote
En vista de la promoción de la lengua y la cultura gallegas que Rutherford estaba llevando a cabo tanto dentro como fuera de España, el 5 de junio de 1998 se le entregó la Medalla Castelao, premio creado por la Junta de Galicia en 1984 en memoria del intelectual gallego Alfonso Castelao para distinguir la obra de ciudadanos gallegos en el campo artístico, literario, doctrinal o cualquier otra faceta de la actividad humana.
En 2001, apareció la traducción de Rutherford de Don Quijote de la Mancha, titulada The Ingenious Hidalgo Don Quixote (acortado como Don Quixote en la portada), en la colección Penguin Classics de Penguin Random House. Esta traducción, que podría considerarse uno de sus mayores hitos como traductor, o al menos el que lo hizo conocido como tal, se ha reeditado múltiples veces. En la página de la editorial Penguin se pueden adquirir una edición de tapa blanda publicada el 25 de febrero de 2003 con introducción de Roberto González Echevarría y notas de John Rutherford y una edición encuadernada con tela publicada el 9 de octubre de 2018 ilustrada por Coralie Bickford-Smith e introducción y notas de John Rutherford.
En un artículo que se remonta a mayo de 1989, John Rutherford cuenta que estaba a punto de realizar el sueño de todo hispanista que sea además traductor: traducir Don Quijote de la Mancha. La traducción anterior a la suya (y primera) en Penguin Books fue The Adventures of Don Quixote de John Michael Cohen, que se publicó en 1950 y estuvo a la venta durante cincuenta años ininterrumpidamente, lo que, sumado a su precio, la convierten en la traducción moderna más leída. En 2005, coincidiendo con su cuarto centenario, apareció una nueva traducción de Don Quijote, la de Tom Lathrop, publicada por Cervantes & Co. (Newark, Nueva Jersey), pero reeditada en 2007 en una edición muy revisada. El Don Quixote de Rutherford no ha tenido sucesor todavía en Penguin Books, al menos que la supere en popularidad, aunque en 2011 Signet Classics, sello de Penguin Group USA, reeditó la traducción de Lathrop.
La motivación de Rutherford para retraducir la novela más famosa de Cervantes fue que, según él, no había ninguna traducción moderna al inglés que fuera siquiera decente. Así pues, se propuso retraducir esta obra del Siglo de Oro español en un inglés moderno que sonase intemporal, con la vitalidad del lenguaje de Cervantes; lejos de intentos de actualización del lenguaje absurdos y, sobre todo, de aburrir al lector contemporáneo. Esta traducción le valió el Premio Valle-Inclán, que le fue entregado en 2002 por The Society of Authors, el sindicato de escritores, ilustradores y traductores literarios de Reino Unido. Este premio se estableció en 1997, es anual, está dotado con 2000 libras esterlinas y reconoce traducciones de obras escritas en español a la lengua inglesa por su mérito literario e interés general.
Tres años más tarde de la primera edición de su Don Quixote, el 18 de mayo de 2003, John Rutherford recibió el premio Pedrón de Honra de la Fundación Pedrón de Ouro, que se entrega en la localidad coruñesa de Padrón a residentes extranjeros que han destacado por su contribución al engrandecimiento de Galicia y su cultura. A la vez que el Pedrón de Honra se entrega el Pedrón de Ouro, que se distingue en que se entrega a personalidades o entidades vivas residentes en Galicia y que han destacado en la defensa y la promoción de la cultura gallega a lo largo del último año o de su trayectoria vital.

### Primera novela y Premio Trasalba
La primera novela es As frechas de ouro, escrita en gallego, se publicó el 1 de diciembre de 2004 en la Editorial Galaxia. Las flechas de oro a las que hace alusión son las que marcan la ruta en el Camino de Santiago, pues en este volumen Rutherford vierte sus experiencias de peregrino. Ha hecho el Camino de Santiago cinco veces: en tres ocasiones desde Roncesvalles, dos desde Ribadeo, y en tres de estos peregrinajes estuvo acompañado por su amigo David Longrigg. La primera salida de ambos tuvo lugar entre marzo y abril de 1994 desde Rocesvalles, por el Camino Francés, experiencia que se repitió en 2000, si bien ya habían vuelto a hacer el camino en 1998, pero saliendo desde Ribadeo. John Rutherford fue elaborando As frechas de ouro a lo largo de los años nutriéndose de sus experiencias de los peregrinajes.
El 24 de junio de 2007, Rutherford recibió el Premio Trasalba de la Fundación Otero Pedrayo por ser una de las figuras más sobresalientes de los estudios gallegos internacionales y para enaltecer, en su figura, la tradición y el trabajo de los profesores no gallegos que promueven la universalización de lo gallego. Ramón Otero Pedrayo, escritor que da nombre a la fundación que concede el premio, fue uno de los intelectuales galleguistas más sobresalientes de la generación de las primeras décadas del siglo XX, y legó a Galicia, además de su obra y propiedades, la Casa Grande de Trasalba, antigua residencia y hoy Casa Museo de Ramón Otero Pedrayo, situada en Cima de Vila, en Amoeiro, al noreste de Ourense. Es en esta casa donde se entrega, desde 1983, el Premio Trasalba, una distinción que la fundación otorga cada año para agasajar a una persona o institución que sobresale en la defensa y la propagación de la lengua y la cultura gallegas.
Al homenajeado se le entrega una placa conmemorativa, un busto de bronce de Otero Pedrayo y una publicación dedicada. El libro dedicado a John Rutherford se titula John Rutherford. Mar por medio y lo publicó la Editorial Galaxia el mismo día que se le entregó el premio dentro de la colección Fundación Otero Pedrayo. Este volumen recoge la trayectoria vital de John Rutherford mediante fotos, un eje cronológico y, principalmente, capítulos dedicados al homenajeado escritos por personas cercanas a él.

### Jubilación y títulos honoríficos
En 2008, tras más de cuarenta años como profesor en el Queen’s College de la Universidad de Oxford, John Rutherford se jubiló, convirtiéndose en un Emeritus Fellow de la institución, aunque siguió al frente de su Centro de Estudios Gallegos. El 4 de octubre de ese mismo año también fue nombrado académico honorario de la Real Academia Gallega (RAG), una institución concebida en 1906 como una herramienta para el fomento de la cultura gallega y la codificación de su lengua, es decir, para establecer las normas que rigen su uso correcto. En la ceremonia de nombramiento, Rutherford pronunció el discurso O fermoso sorriso do profeta Daniel acerca de la enigmática sonrisa de una figura del profeta en el Pórtico de la Gloria de la catedral compostelana y del particular sentido del humor gallego. Dicho discurso fue publicado, junto con la respuesta de Antón Luís Santamarina Fernández, catedrático de Filología Románica de la Universidad de Santiago de Compostela, en el departamento de publicaciones de la Real Academia Gallega.
Al puesto honorífico de la RAG se sucedieron otros en los años siguientes, como el de doctor honoris causa por la Universidad de La Coruña el 23 de marzo de 2012 por su trayectoria académica como hispanista y traductor, y por su compromiso con el estudio y divulgación de la cultura y literatura gallegas en el ámbito anglófono. También recibió el título de hijo adoptivo de Ribadeo por su afecto al municipio y el de doctor honoris causa por la Universidad de Oviedo el 23 de abril de 2014 por, entre otros, sus méritos como traductor al inglés de La Regenta y de Don Quijote, como destacado hispanista y por su estrecha vinculación académica a Asturias y especialmente con la Universidad de Oviedo. Este ha sido el último reconocimiento público reseñable que ha recibido John Rutherford. En su discurso de nombramiento defendió el oficio de traductor y repasó sus inicios como tal de la mano de La Regenta. Tras el acto, se inauguró una exposición de ediciones de La Regenta y Don Quijote en la Biblioteca Universitaria titulada «John Rutherford, entre el Quijote y La Regenta».

## Libros con autoría o coautoría de John Rutherford

### Publicaciones sobre su tesis
Su primera publicación es Mexican Society during the Revolution, a Literary Approach (Oxford, Clarendon Press, 1971), libro que escribió a partir de su tesis doctoral Literature and society: the novels of the Mexican Revolution, 1910-1917 (1969). Es esta, Rutherford investiga el crecimiento y el desarrollo de la sociedad mexicana durante la Revolución mediante su literatura, tomando las novelas de ese periodo como fuentes historiográficas y estudiándolas, no con el fin de encontrar meros hechos e ilustraciones ya conocidos, sino de abrir nuevas perspectivas a la historia social.
En 1972, Rutherford publicó An Annotated Bibliography of the Novels of the Mexican Revolution of 1910-1917: In English and Spanish en la editorial neoyorquina The Whitston Publishing Company y, en 1978, Ediciones «El Caballito» publicó en México La sociedad mexicana durante la revolución, traducción de Josefina Castro de Mexican Society during the Revolution, a Literary Approach, dentro de la Colección Fragua mexicana.

### Publicaciones sobreLa Regentay su traducción de esta
Cuando Rutherford empezó a ejercer de profesor en 1965, tuvo que organizar una serie de conferencias sobre Literatura Española y, al examinar los libros que los estudiantes tenían que leer y las conferencias previstas, no encontró ningún texto sobre La Regenta (1984-1985) de Leopoldo Alas «Clarín», a pesar de que era un libro que formaba parte del programa del curso. En ese momento no la había leído todavía, pero a partir de entonces se interesó por la novela, la leyó y le suscitó tanto interés que comenzó a trabajar sobre ella y escribió Leopoldo Alas: la Regenta, una pequeña guía de lectura para el lector inglés que la editorial londinense Grant & Cutler publicó en 1974 en la colección «Critical Guides to Spanish Texts».
Coincidió que, en el momento en que Rutherford estaba empezando a publicar artículos sobre La Regenta, la editorial Penguin estaba planteándose la necesidad de llevar al inglés este clásico de la literatura española, por lo que se pusieron en contacto con él para proponerle realizar la traducción, a lo que accedió con rapidez. Rutherford no actuó solo como traductor en su Regenta, sino también como prologuista y anotador. En la introducción, Rutherford contextualiza la obra y a Clarín en su tiempo, la Restauración, y examina las técnicas y las características textuales de La Regenta como el estilo indirecto libre o «estilo latente», según la denominación de Clarín, que lo utiliza para mostrar múltiples puntos de vista y el diálogo entre lo subjetivo y lo objetivo. Años más tarde, en 1984, La Regenta de John Rutherford, titulada igual que el original, se publicó de manera simultánea en Inglaterra y en Estados Unidos. En el primer país, salió en Penguin Books (Harmondsworth), dentro de la serie Penguin Classics, y en Allen Lane (Londres), sello de Penguin; y, en el segundo país, en la University of Georgia Press (Athens, Georgia). En 2005, Penguin publicó la versión en formato de libro electrónico.
Por último, en 1988, Editum. Ediciones de la Universidad de Murcia publicó ‘La Regenta’ y el lector cómplice dentro de la colección «Crítica e interpretación». En esta monografía, Rutherford apunta que la novela de Clarín exige un lector cómplice casi 100 años antes que Cortázar.

### Galician Review
De 1997 a 2007, John Rutherford editó, junto al profesor Francis Lough del Centro de Estudios Gallegos del Universidad de Birmingham, la Galician Review, una revista académica revisada por pares creada de manera conjunta por los centros de Estudios Gallegos de las universidades de Birmingham y de Oxford con la colaboración de la Dirección General de Política Lingüística de la Junta de Galicia. Su consejo de redacción estaba compuesto por galleguistas de universidades españolas, estadounidenses, británicas, alemanas, irlandesas e italianas entre los que se encuentran profesores, catedráticos y traductores premiados. Desde su fundación, los Centros de Oxford y Birmingham colaboraron estrechamente tanto dentro como fuera del Reino Unido para promover el interés intelectual por Galicia, su historia y su cultura mediante una sucesión de simposios y conferencias en distintas universidades en los que se producía un intercambio de ideas entre los galleguistas británicos y gallegos. Aparte de estos encuentros puntuales, ambos centros organizaron talleres y seminarios, entre otras actividades, a las que se sumó la creación de una revista académica no solo para galleguistas especializados, sino para quienes estén interesados en la herencia cultural de Galicia o comprometidos para con ella.
La Galician Review no se limitaba a las obras escritas en gallego, sino que incluía también aquellas producidas por autores gallegos que escribían en español, como Valle-Inclán, Pardo Bazán y Torrente Ballester, o en ambas lenguas, como Rosalía de Castro. Esta publicación cubre múltiples disciplinas entre las que se encuentran los estudios lingüísticos, la teoría y la práctica de la traducción literaria y la escritura creativa, así como muchos siglos de historia, desde los escritos galaicoportugueses de Alfonso el Sabio hasta la literatura gallega actual.

### Don Quixote
En 2001, la editorial inglesa Penguin Random House publicó Don Quijote (1605, 1615) de Miguel de Cervantes en traducción de John Rutherford bajo el título The Ingenious Hidalgo Don Quixote de la Mancha en la colección Penguin Classics. Esta traducción se reimprimió en una nueva edición corregida en 2003 y en una edición con cubierta de tela en 2018.
Rutherford afirma que la suya es la decimotercera traducción inglesa de Don Quijote, y que se diferencia de las otras cuatro publicadas en el siglo XX (las de Samuel Putnam, 1949; J. M. Cohen, 1950; Walter Starkie, 1964; y Burton Raffel, 1995) por no seguir la tradición iniciada por Charles Jervas (1742), cuya versión es meticulosa, pero muy literal. El objetivo de Rutherford fue combinar las virtudes de los primeros traductores, que traducían libremente a la vez que captaban la viveza y el humor de Cervantes, y de los traductores de los siglos xviii, xix y xx, cuyas versiones exactos y solemnes, para que para lector disfrutara.
Rutherford trabajó con la edición de bolsillo con edición, introducción y notas de Luis Andrés Murillo publicada en la colección Clásicos Castalia de la editorial Castalia. Para ello, se tomó un año sabático de la universidad, el 1996-1997, que pasó trabajando en Ribadeo. Su traducción sucedió en la editorial Penguin a la de John Michael Cohen, aparecida por primera vez en 1950 y reimpresa en unas ocho ocasiones, y fue sucedida por la de Tom Lathrop en 2011. Lathrop valora, en su crítica a la traducción de Rutherford, que los personajes hablan en un inglés contemporáneo, justo como Cervantes hizo que sus personajes hablasen el español de su época, pero con un inglés inclinado a la variante británica tanto en la coloquialidad del lenguaje como en algunos aspectos léxicos.

### Libros originales y traducciones sobre Galicia
En 2001, el Departamento de Publicaciones de la Universidad de Vigo publicó Breve historia del pícaro preliterario, libro en el que Rutherford defiende, estudiando la etimología de la palabra «pícaro» y el contexto histórico y lingüístico en que aparece, el origen gallego de este personaje de la literatura española.
En 2002, la editorial gallega Galaxia publicó la traducción de Galicia de Ramón Piñeiro, filósofo, político y fundador de dicha editorial. Este volumen es un agasajo literario y fotográfico a la región, contiene las fotografías de Vítor Vaqueiro y está en versión bilingüe gallego-inglés. La traducción al gallego es de Leandro García Bugarín, mientras que la traducción al inglés es de Benigno Fernández Salgado y John Rutherford.
También la Editorial Galaxia publicó, en 2004, el primer libro escrito en gallego de John Rutherford, As frechas de ouro, un libro de viajes novelado sobre el Camino de Santiago. As frechas relata los aspectos positivos y negativos de un peregrinaje que es como un viaje iniciático e ilustra al lector sobre los lugares y las personas con que se encuentra el viajero. En 2013, la editorial leonesa Lobo Sapiens publicó su traducción al español titulada Las flechas de oro, realizada por Uxía Iglesias Tojeiro.
En 2008, la Real Academia Gallega (RAG) nombró miembro de honra a John Rutherford, cuyo discurso de recepción O fermoso sorriso do profeta Daniel, fue publicado por el servicio de publicaciones de la RAG junto con la respuesta correspondiente de Antón Santamaría Fernández. El título del discurso alude a la enigmática sonrisa de la figura del profeta Daniel que se encuentra en el Pórtico de la Gloria de la catedral de Santiago de Compostela y que impresionó a Rutherford la primera vez que la vio en persona en abril de 1994.

### Francis Boutle Publishers:Breogán’s LighthouseyThe Power of the Smile
En 2010, la editorial londinense Francis Boutle Publishers publicó Breogán’s Lighthouse. An Anthology of Galician Literature, editada por Antonio Raúl de Toro Santos, catedrático de la Universidad de La Coruña, y entre cuyos traductores del gallego al inglés se encuentra John Rutherford, además de los doctores y profesores universitarios de inglés David Clark, Alan Floyd y Juan Casas, y la traductora Ana Gabín. Breogán’s Lighthouse reúne cerca de 300 textos gallegos traducidos al inglés y pertenecientes a periodos desde el medieval, del que proceden las Cantigas de amor, hasta la actualidad, pasando por los Cantares gallegos de Rosalía de Castro, la prosa de Otero Pedrayo y Castelao, y los textos de los escritores exiliados tras la Guerra civil, por nombrar algunos ejemplos.
Francis Boutle Publishers es una editorial especializada en la publicación de traducciones de obras de ficción escritas en quince lenguas minoritarias europeas. Han editado una antología de relatos gallegos, aunque también han traducido obras del catalán, sobre todo poemarios, y del vasco. No obstante, también editan libros escritos originalmente en inglés, como The Power of the Smile. Humour in Spanish Culture (2012) de John Rutherford. Este título ahonda en la compleja relación entre la sonrisa y la risa y su desarrollo histórico en la vida y la cultura españolas, deteniéndose de manera particular en formas de sonrisa y risa como la guasa madrileña y sevillana y la retranca gallega.

### Poemarios
Small Stations Press, en colaboración con la Consejería de Cultura, Educación y Ordenación Universitaria de la Junta de Galicia, publicó, en 2014, Halos, la traducción de John Rutherford del gallego del poemario Nimbos (1961) de Xosé María Castro, considerado uno de los poetas más destacados de la literatura gallega de la posguerra.
En 2014, el Departamento de Ediciones Cabildo de Gran Canaria publicó The Roses of Hercules, la traducción de John Rutherford de Las rosas de Hércules, la obra cumbre del poeta grancanario Tomás Morales con motivo del 130 º aniversario de su nacimiento.
En 2016, la University of Wales Press publicó the Spanish Golden Age Sonnet, una recopilación de más de cien de los sonetos más representativos del Siglo de Oro español traducida por John Rutherford, en la serie Iberian and Latin American Studies. Este volumen comienza con un prefacio sobre el género de los sonetos, su contexto histórico y literario y los problemas que enfrenta su traductor e incluye comentarios críticos detallados. Los autores más presentes en este volumen son Garcilaso de la Vega, Góngora y Quevedo, seguidos de Aldana, Lope de Vega y Sor Juana Inés de la Cruz.
La última traducción de John Rutherford es la de una selección de la obra de Tomás Morales titulada Illustrated Anthology (2017) y publicada por el Cabildo de Gran Canaria con ilustraciones de Rosa Felipe.

### Otros ejemplos de coautoría
Rutherford es coautor de otros libros traducidos en conjunto como «Them» and Other Stories, una antología de cuentos del escritor gallego Xosé Luis Méndez Ferrín traducida por el obradoiro del Centro de Estudios Gallegos de Oxford y publicada en 1996 por Planet Books (Aberystwyth, Gales), sello de la revista cultural Planet.
Existen otros libros publicados en ediciones multilingües que contienen la traducción al inglés de Rutherford, como es el caso de Sen agardar a Ulises. Vida de Rosalía (2013) de Manuel Lorenzo Baleirón, que la Fundación Rosalía de Castro publicó en una edición con textos en gallego, español, inglés y francés; y 14 poemas: edición crítica e traducións ó alemán, español, francés e inglés de Avelino Diáz (1897-1971) poeta y periodista gallego en la diáspora argentina, miembro del Consejo de Galicia, del Centro Gallego de Buenos Aires y correspondiente de la RAG. La edición y el estudio crítico de este último título son de Benigno Fernández Salgado, colega de Rutherford.

### Artículos
John Rutherford, además de libros y traducciones, ha escrito numerosos artículos. Estos abarcan las temáticas de la novela de la Revolución Mexicana, el obradoiro de traducción del Queen’s College y los estudios gallegos, la figura del pícaro en la literatura, la traducción de La Regenta y, sobre todo, la de Don Quijote. En relación con el último título, Rutherford ha escrito artículos sobre cómo traducir su componente humorístico, aunque también ha publicado otros que tratan sobre el humor y la traducción literaria.